# Ricardo Polanco
Ricardo Martínez Polanco (Ciudad de México, 31 de diciembre de 1988) es un actor mexicano de televisión y cine más conocido por hacer el papel de El Rémora en El Albergue serie transmitida por Cadenatres.

## Filmografía

### Televisión
- LOL: Last One Laughing MX (2024) — El mismo[1]
- Está libre (2023-2024) — Chuy[2][3]
- Todo por Lucy (2022) — Antonio[4]
- Búnker (2021) — Casper[5]
- Historia de un crimen: La busqueda (2020) — Christopher Gebara
- La casa de las flores (2020) — Fer
- Doña Flor y sus dos maridos (2019) — El Chile
- José José: el principe de la canción (2018) — La Jorja
- El Vato  (2016-2017) — Brandon
- 40 y 20 (2016) — Alessandro
- Perseguidos (2016) — Eduardo Solís Armenta
- Hasta que te conocí (2016) — Delfino
- La querida del centauro (2016) — Rafael Bianchini
- Club de cuervos (2015-2016) — Pollo
- Tenemos que hablar (2015) — Ricardo
- La Clinica  (2013) — Jack Aránda 'Jacaránda'
- El Albergue (2012) —  Brandon Chayanne Menchaca Long, El Rémora
- XY (2012) — Osvaldo Tejada
- Niñas mal (2010) — Axl
- Capadocia (2008) — Pepe
- La rosa de Guadalupe (2008) — Joven

## Cine
- Noche de bodas (2024)
- A todas partes (2023) — Teniente
- MexZombies (2022) — Runner
- Operación feliz navidad (2021) —Maikol
- Fondeados (2021) — Blas Solano
- Como novio de pueblo (2019)
- Suck it, boss (2015) — Peralta
- Cuatro Lunas (2013) — Rolando
- La Leyenda del Tesoro (2011)
- Infinito (corto) (2011) — Ricardo
- Hidalgo: La historia jamás contada (2010) — Servando Amanecer
- Bajo la sal (2008) — Victor Zepeda
- La cadenita (2007)
- La vida inmune (2006) — Malhora
- Familia tortuga (2006)
- La niña en la piedra (2006) — Delfino Anaya
- El baile de la iguana (2005) — Fer